# Obrovazzo
Obrovazzo  (in croato Obrovac; in italiano anche Obbrovazzo, desueto; in cirillico serbo Обровац) è una città croata di 3 453 abitanti, nella regione zaratina.

## Geografia fisica
La città di Obrovazzo è situata all'interno della regione zaratina ed è bagnata dal fiume Zermagna, a circa 12 km dalla sua foce nel mare Adriatico. Si è sviluppata all'incrocio delle strade per Zara, Sebenico e Tenin.

## Storia
Abitata originariamente dal popolo dei Liburni, l'area entrò ben presto a far parte dell'Impero Romano. All'epoca, la città principale era Corinum (Carino). Al dominio di Roma subentrarono nel VI secolo i Bizantini. Nel VII secolo, orde di Avari (Obri in croato), un popolo nomade proveniente dalla attuale Mongolia, devastò la Dalmazia e un gruppo di questi si insediò nel villaggio dandogli il nome attuale. La prima menzione certa della località si ha nel 1337 (Obrouez, Hobrouetz, Hobrouaz). Fino al XV secolo appartenne alla potente famiglia dei nobili Kurjaković. Successivamente entrò a far parte dei possedimenti della Repubblica di Venezia. Nel 1527, resistette con successo agli assalti dei Turchi. All'epoca numerosi coloni Serbi, per sfuggire all'invasione turca, si insediarono nell'area con il beneplacito di Venezia. Il pericolo turco venne definitivamente allontanato da Obrovazzo solo nel 1627.  Nel 1848 venne costituito Comune.
Promessa all'Italia nel Patto di Londra, passò, nonostante questo, al Regno dei Serbi, Croati e Sloveni nel 1921. Dal 1941 al 1943 fu annessa al Regno d'Italia così come larga parte della Dalmazia e fu inclusa successivamente nel Governatorato della Dalmazia, nell'ampliata provincia di Zara. Nel 1945, dopo la fine della seconda guerra mondiale, Obrovazzo entrò a far parte della Repubblica Socialista di Croazia, stato federato della Jugoslavia, per poi passare alla Croazia indipendente nel 1991.

## Società

### Etnie e minoranze straniere
I suoi abitanti sono attualmente croati (84,0%) e serbi (12,8%). Fino al 1991, gli abitanti del comune di Obrovazzo si dichiaravano per il 65,5% serbi, per il 32,5% croati, e per il 2,0% jugoslavi.

### La presenza autoctona di italiani
Come gran parte della costa dalmata un tempo sotto il dominio della Repubblica di Venezia, anche Obrovazzo ha avuto una minoranza italofona, ancora presente nell'ottocento. Nel censimento austro-ungarico del 1900 la presenza degli italiani era rodotta a 20 abitanti per poi diminuire in seguito agli esodi successivi la prima e la seconda guerra mondiale.

Nel 2011 secondo il censimento ufficiale, esisteva una modestissima minoranza autoctona italiana, pari allo 0,05% della popolazione. Al censimento del 2021 si è dichiarato di etnia italiana un solo abitante.

## Località
Il comune di Obrovazzo è suddiviso in 12 frazioni (naselja), di seguito elencate. Tra parentesi il nome in lingua italiana, spesso desueto.
- Bilišane (Bilissane o Billissane o Belicciana)
- Bogatnik (Boghettini o Cuccarìa o Boghetinigo)
- Golubić (Villa dei Colombi o Gollubich)
- Gornji Karin (Carino)
- Kaštel Žegarski (Castel di Zegara)
- Komazeci (Comasizza o Commasez o Comasez)
- Krupa (Cruppa)
- Kruševo (Crussevo o Cruscevo)
- Muškovci (Moscouzzi o Moscòvici)
- Nadvoda (Molini di Zermagna o Acque di Bencovazzo)
- Obrovac (Obrovazzo), sede comunale
- Zelengrad (Castelverde o Villavecchia nella Bucovizza)